# Jenseits ist der Tod
Jenseits ist der Tod  (Originaltitel: Po tamtej stronie śmierć.) ist ein Roman von Maria Nurowska. Er erschien erstmals 1977. Die deutschsprachige Übersetzung von Albrecht Lempp erschien 1981.

## Inhalt
Im Jahr 1972 stirbt in Warschau die Mutter von Magda. In den drei Tagen nach dem Tod ihrer Mutter erinnert sie sich rückblickend an ihre schwierige Zeit mit ihr in den 1960er Jahren, die von der Alkoholsucht der Mutter und ständiger familiärer Konflikte geprägt gewesen ist.
Später denkt Magda auch an die Zeit ihrer Kindheit zurück, die sie weitgehend isoliert in einem Forsthaus verbracht hat. Positive Erinnerungen an ihre Mutter sind die Teilnahme als einzige Frau an einer Motorradrallye 1949, ihre Hilfe für eine ungarische Romafamilie und die Kritik in ihrer Arbeit als Journalistin an der sozialistischen Misswirtschaft in den 1950er Jahren.
An den letzten beiden Tagen kauft Magda das Totenkleid und möchte dem Leichnam auch die Haare waschen, was ihr schwerfällt. Gleichzeitig denkt sie auch an ihre eigene gescheiterte Ehe mit Paweł, einem Ingenieur, der der Vater ihrer Tochter Anna ist. Sie merkte, dass ihre Mutter zur Enkelin liebevoller sein konnte als zu ihr. Sie denkt auch an ihren Rat, dass Männer nur für das Bett da seien und nicht zum gemeinsamen Leben.
Die Erzählung endet, als Magda sich im Kino den Film Aus Liebe sterben von André Cayatte ansieht und neuen Mut fasst.

## Kritik
„Ein ganz und gar nicht sentimentaler Mutter-Tochter-Roman“

## Ausgaben
- Maria Nurowska: Jenseits ist der Tod.,  Rowohlt Taschenbuch Verlag, Reinbek bei Hamburg 1981, ISBN 3-499-14781-5.